# ایلیاد ایتالیا
ایلیاد ایتالیا (انگلیسی: Iliad Italia) شرکت مخابرات ایتالیایی است، که در سال ۲۰۱۶ تأسیس شد.